# Stewart Sharpless
Stewart Sharpless (29 de març de 1926 - 19 de gener de 2013) va ser un astrònom estatunidenc que va dur a terme el treball fonamental en l'estructura de la galàxia de la Via Làctia.
Com a estudiant de postgrau a Observatori Yerkes va treballar amb William Morgan amb l'estudiant becari graduat Donald Osterbrock. El 1952 van publicar les seves observacions que van demostrar l'estructura espiral de la Via Làctia mitjançant l'estimació de les distàncies a les regions H II i a les estrelles calentes joves. Durant un temps Sharpless va ser a l'Observatori Mount Wilson, on va treballar en la fotografia de galàxies amb Walter Baade i Edwin Hubble.
El 1953 Sharpless es va unir al personal de l'Observatori Naval dels Estats Units de l'Estació Flagstaff. Allí va estudiar i catalogar les regions H II de la Via Làctia utilitzant les imatges del Palomar Observatory Sky Survey. A partir d'aquest treball Sharpless va publicar el seu catàleg de les regions H II en dues edicions, la primera el 1953 amb 142 nebuloses. La segona i última edició es va publicar el 1959 amb 313 nebuloses. (Veure el Catàleg Sharpless).
Stewart Sharpless va ser, abans de la seva mort, un professor jubilat emèrit al Departament de Física i Astronomia de la Universitat de Rochester.